# Javier Llorca

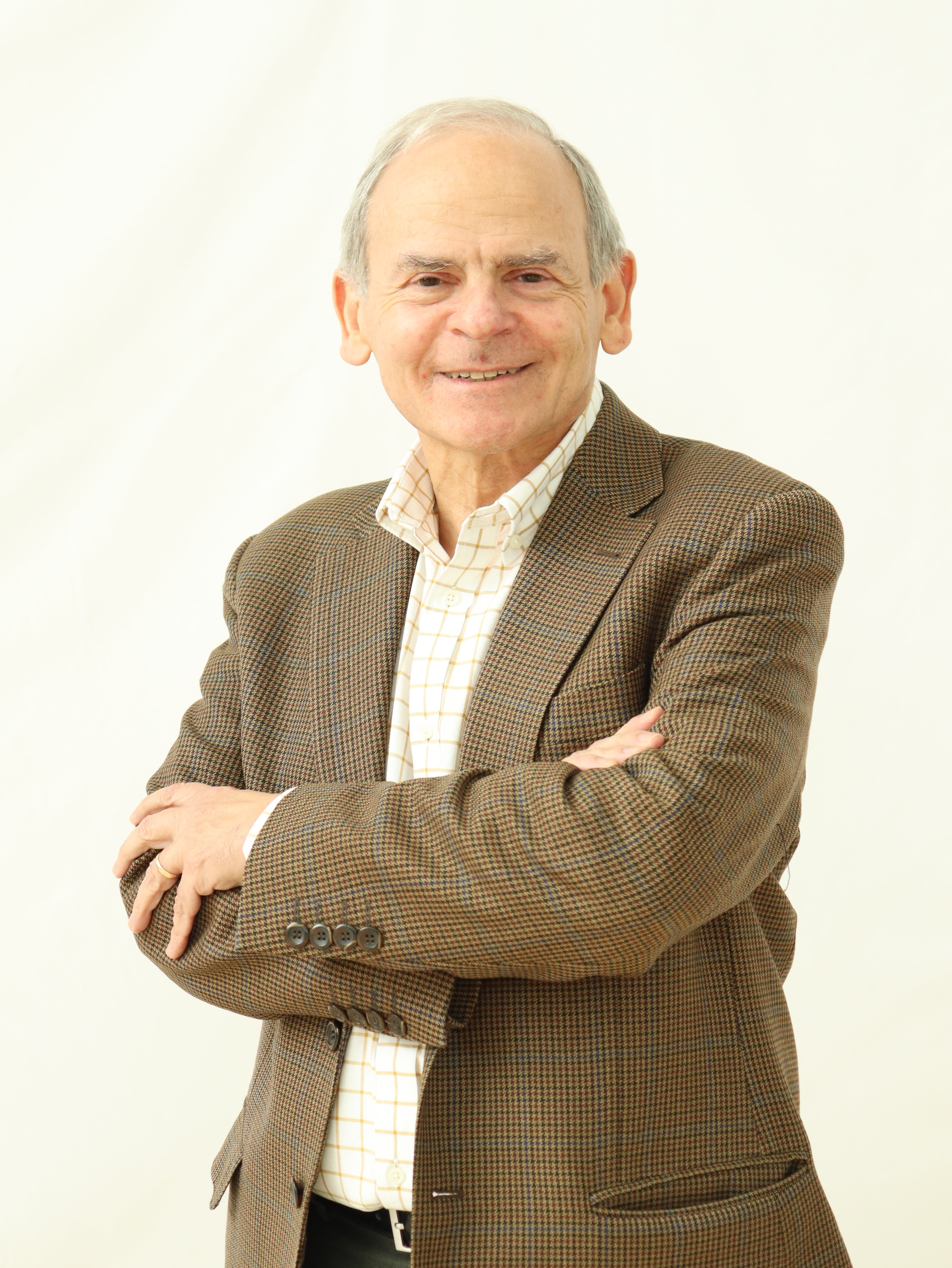
Director Científico de IMDEA Materiales, el Prof. Javier Llorca, en el instituto con sede en Madrid en 2023.

Javier LLorca, nacido en España el 26 de febrero de 1960, es un ingeniero y científico español especializado en materiales. Es el director científico del Instituto Madrileño de Estudios Avanzados de Materiales (IMDEA Materiales) en Madrid, España, donde lidera el grupo de investigación Bio/Quimio/Mecánica de Materiales. Además, es Catedrático de Ciencia de Materiales y Director del grupo de investigación de Materiales Estructurales Avanzados y Nanomateriales de la Universidad Politécnica de Madrid (UPM).

## Educación
Llorca se graduó de la UPM, donde se licenció en ingeniería civil en 1983 y completó su doctorado en Ciencia de los Materiales en 1986.

## Carrera
Tras completar su doctorado en la UPM, LLorca inició su carrera académica como profesor titular en el Departamento de Ciencia de Materiales de dicha universidad en 1987. Entre 1989 a 1990, fue investigador visitante Fulbright en mecánica de sólidos en la División de Ingeniería de la Universidad de Brown. En 1995, fue nombrado catedrático de la UPM.
En 2007, LLorca fundó el Instituto IMDEA Materiales, donde fue director hasta 2017, año es que asumió el cargo de Director Científico de la institución.
En 2024, las publicaciones científicas de LLorca en el ámbito de la ciencia de los materiales han acumulado más de 24.000 citas.
En la ingeniería de materiales computacional, LLorca ha sido reconocidopor sus contribuciones en la aplicación sistemática de herramientas computacionales avanzadas y estrategias de modelado multiescala para vincular con precision el procesado, la microestructura y el comportamiento mecánico de materiales estructurales.
Esta investigación ha influido en diversos campos, incluyendo el desarrollo de estrategias de modelado multiescala para simular el comportamiento mecánico de compuestos destinados a aplicaciones estructurales y multifuncionales. Estos avances son fundamentales para las técnicas de ensayos virtuales para ahorrar tiempo y costes en la certificación de estructuras de materiales compuestas.
En 2015, LLorca obtuvo una 'Advanced Grant' del Consejo Europeo de Investigación. Su investigación demostró que es posible predecir la microestructura y las propiedades mecánicas de las aleaciones metálicas mediante una seria de estrategias de modelado que integran múltiples escalas de longitud y tiempo.
En 2023, LLorca fue distinguido con el Premio Nacional de Ingeniería y Arquitectura Leonardo Torres Quevedo, otorgado por el Ministerio de Ciencia e Innovación de España. Un año después, en 2024, recibió el Premio Morris Cohen de la Sociedad de Minerales, Metales y Materiales. Ha sido miembro de la Academia Europaea (sección de Física e Ingeniería) desde 2013. Es Fellow de la European Mechanics Society y en 2019 fue el primer investigador español en ser elegido Fellow de la Materials Research Society.